# Темпель (місячний кратер)
Кра́тер Те́мпель (лат. Tempel) — великий метеоритний кратер в екваторіальній частині видимого боку Місяця. Назва присвоєна на честь німецького астронома Ернста Вільгельма Леберехта Темпеля (1821—1889) і затверджена Міжнародним астрономічним союзом у 1935 році.

## Опис кратера

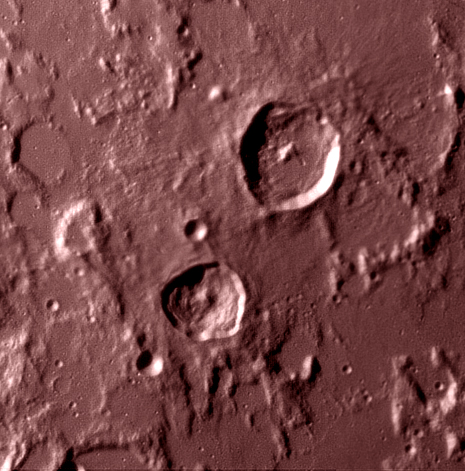
Трохи нижче і лівіше центру світлини — кратер, вище і правіше від центру — кратер Агріппа. Кратер Темпель прилягає до кратера Агріппа з його східного боку. Світлина Північного оптичного телескопа

Найближчими сусідами кратера Темпель є кратер Агріппа, що прилягає до нього із заходу; кратер Зільбершлаг на півночі; кратер Вевелл на сході; кратер Дарре на сході південному сході і кратер Годен на південному заході. На північному заході від кратера розташоване Море Парів, на сході — Море Спокою.
Селенографічні координати центру кратера 3°46′ пн. ш. 11°52′ сх. д. / 3.76° пн. ш. 11.86° сх. д., діаметр 43,2 км, глибина 1250 м.
Кратер Темпель має полігональну форму і є практично повністю зруйнованим. Вал згладжений, має численні розриви й фактично перетворився на ланцюг окремих піків та хребтів. Дно чаші пересічене, у північно-східній та південно-західній частині відзначається скупченнями дрібних кратерів.
Сателітні кратери відсутні.